# 坎迪多·巴雷羅

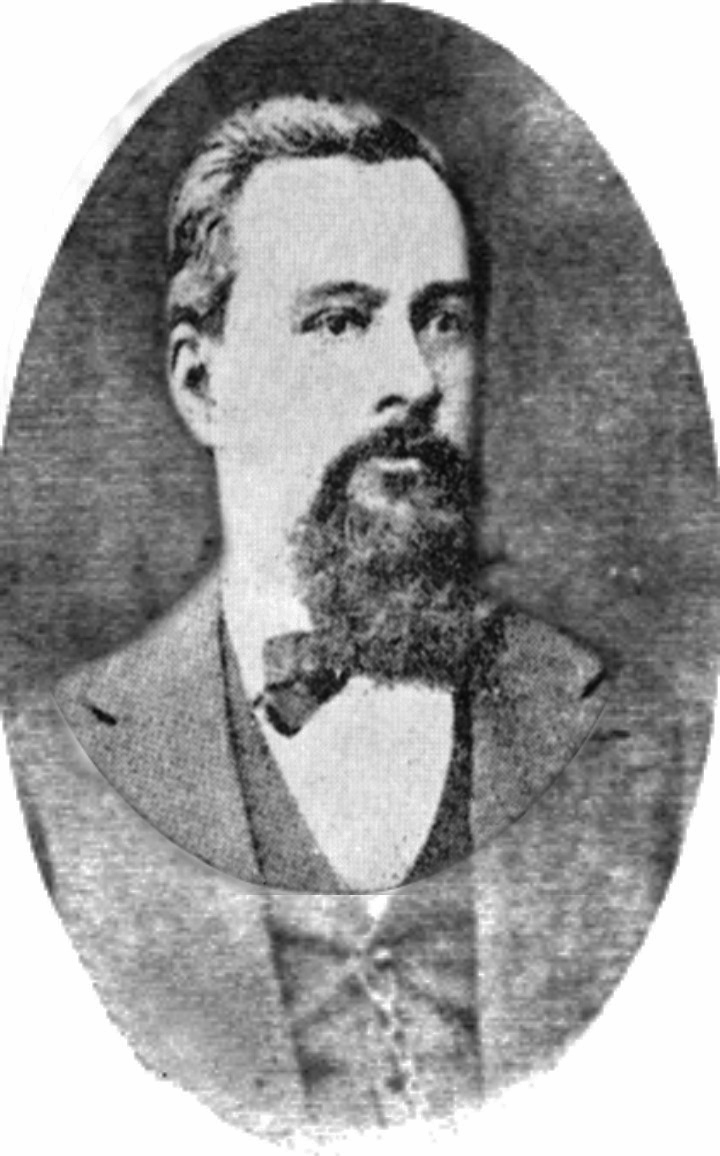
坎迪多·巴雷羅

坎迪多·巴雷羅（西班牙語：Cándido Bareiro，1833年10月27日—1880年9月4日）巴拉圭政治人物。

## 生平
坎迪多·巴雷羅早年与貝納迪諾·卡瓦列羅創辦了全國共和協會－紅黨的前身人民俱樂部。1878年當選為巴拉圭總統，1880年因中風去世，卡瓦列羅随即接任总统。